# Аполлония Иллирийская
Аполло́ния (др.-греч. Ἀπολλωνία, ион. Ἀπολλωνίη) — крупнейший древнегреческий порт в Иллирии, основанный выходцами из Коринфа и Керкиры в 588 г. до н. э. в стране иллирийского племени тавлантиев, на правом берегу реки Аои (теперь Вьоса), приблизительно в 10 км от впадения её в Адриатическое море. Ближайший современный город — Фиери.
Будучи расположенным на западном конце Эгнатиевой дороги, город этот в одно и то же время был и торговым, и крепостью. Аристотель приводил его как пример олигархического режима: потомки греческих поселенцев держали в своих руках управление колонией, населённой преимущественно иллирийцами. Аполлония чеканила собственную монету и продавала за рубеж иллирийских рабов. 
Когда убили Цезаря, его преемник Октавиан учился у Афинодора в Аполлонии. В первые века христианства город был центром одноимённой епархии. В конце III или начале IV века в городе пострадал за веру Исавр, причисленный впоследствии к лику святых. На исходе античности Аполлония опустела из-за заболачивания местности — местные жители переселились в соседний город Влёру.
Во время Первой мировой войны, когда Албания была оккупирована австрийцами, начались первые археологические исследования, по окончании войны их продолжила французская экспедиция Л. Рея. На месте Аполлонии обнаружены остатки храма VI в. до н. э. и театра, мощёные улицы и мозаичные полы; большая часть находок экспонируется в Тиране.
В честь Аполлонии назван астероид 358 Apollonia, открытый в 1893 году.